# 桔梗
桔梗（学名：Platycodon grandiflorus），别名包袱花、铃铛花、僧帽花，为桔梗科桔梗属的唯一一個物種，生长在中国、朝鲜半岛、日本和西伯利亚东部。根可入药，嫩叶和根可腌制成咸菜，在中国东北地区称为“狗宝”咸菜。在朝鲜半岛，中国延边地区，桔梗是很有名的泡菜食材，單憑名稱，有人會誤以為桔梗乃橘子（桔子）的梗，但實際上與橘子或柑橘屬沒有直接關係。

## 形态
多年生草本，高40－90厘米。植物体内有乳汁，全株光滑无毛。根粗大肉质，圆锥形或有分叉，外皮黄褐色。茎直立，有分枝；叶多为互生，少数对生，近无柄，叶片长卵形，边缘有锯齿；花大形，单生于茎顶或数朵成疏生的总状花序；花冠钟形，蓝紫色或蓝白色，裂片5。蒴果卵形，熟时顶端开裂。

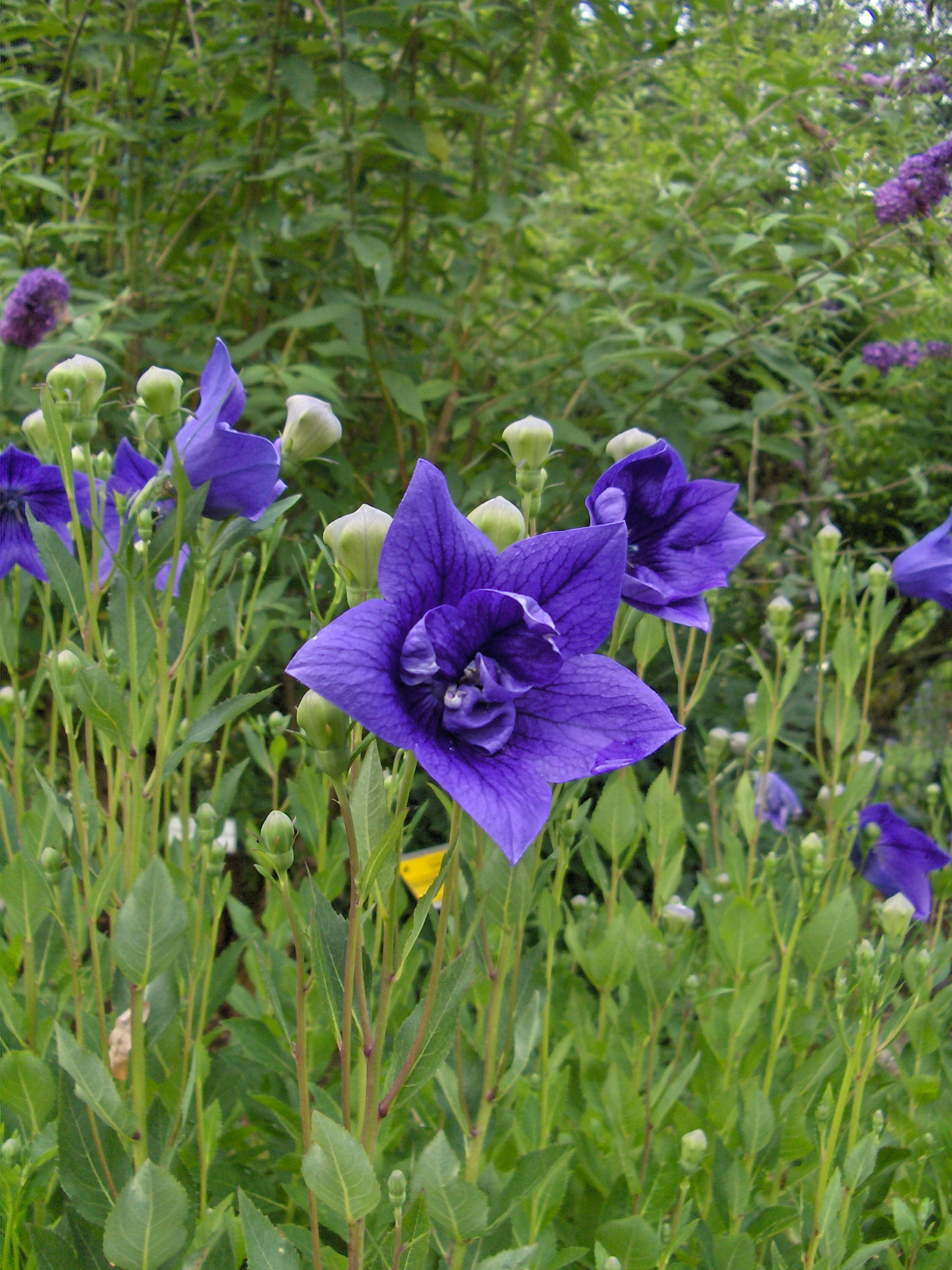
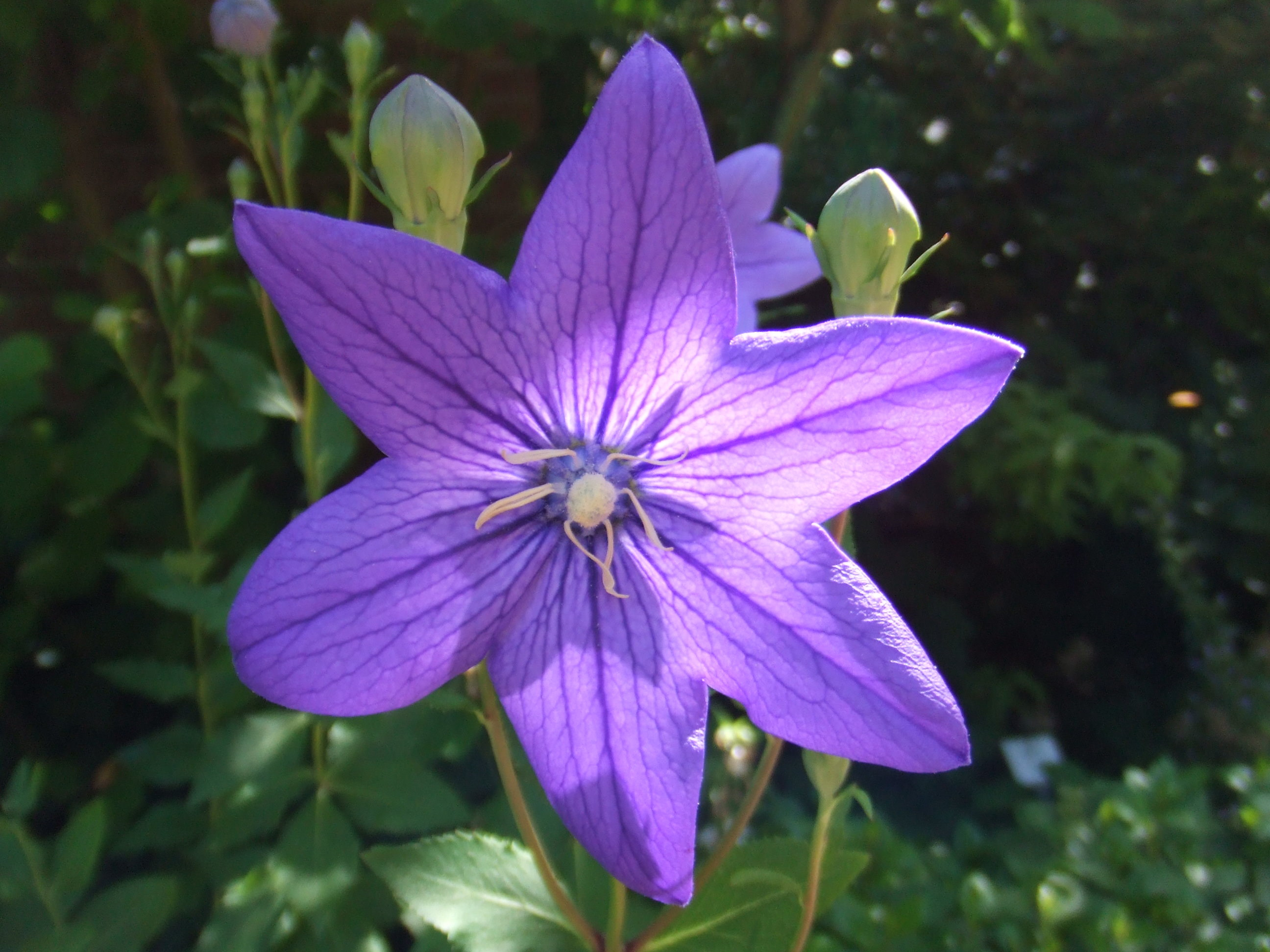
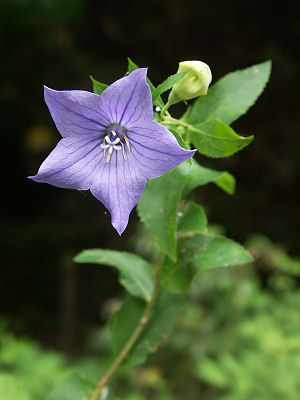
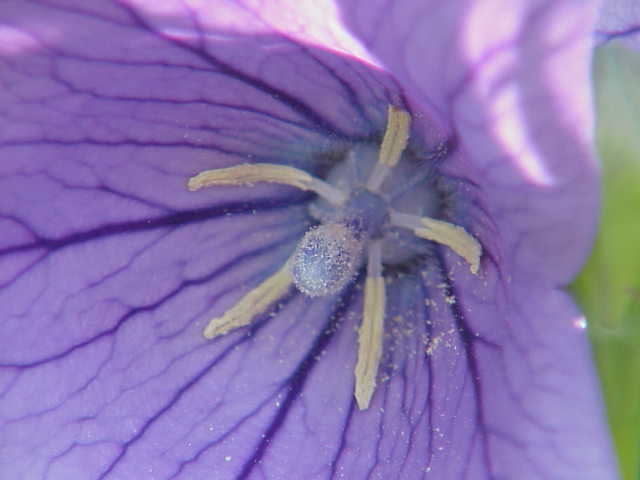
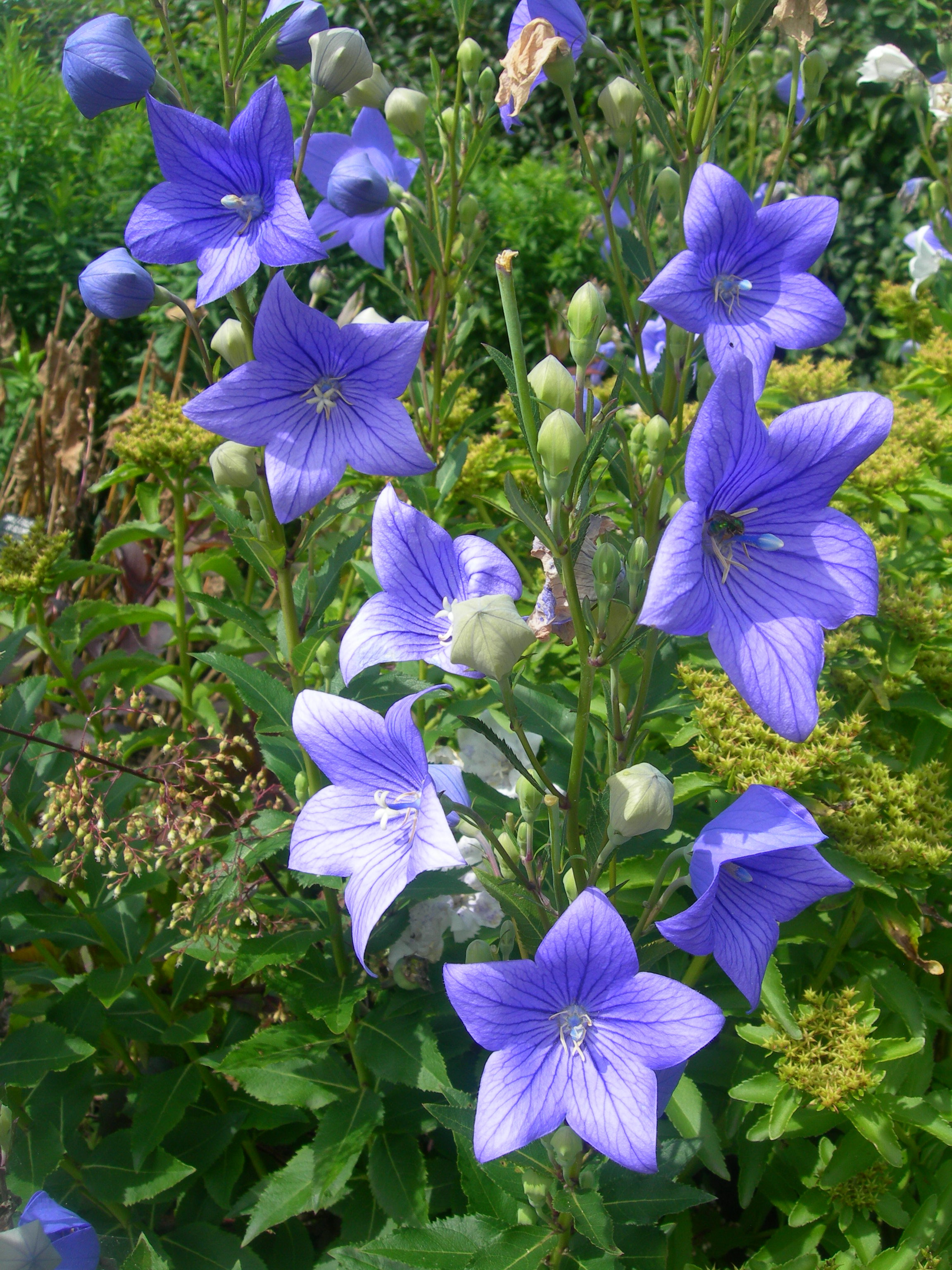
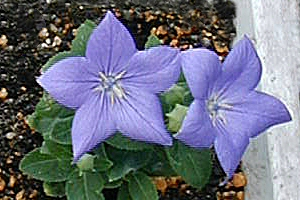
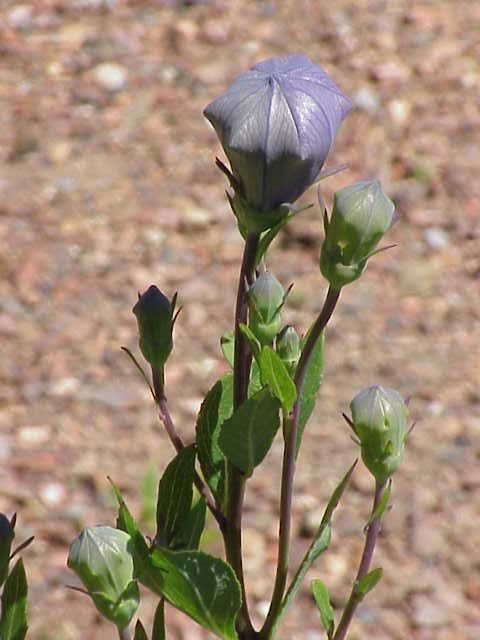

## 习性
喜温和凉爽气候；苗期怕强光直晒，须遮荫，成株喜阳光怕积水；抗干旱，耐严寒，怕风害；宜在土层深厚、排水良好、土质疏松含腐殖质的砂质壤土上栽培。花期：7-9月，果期8-11月。

## 利用

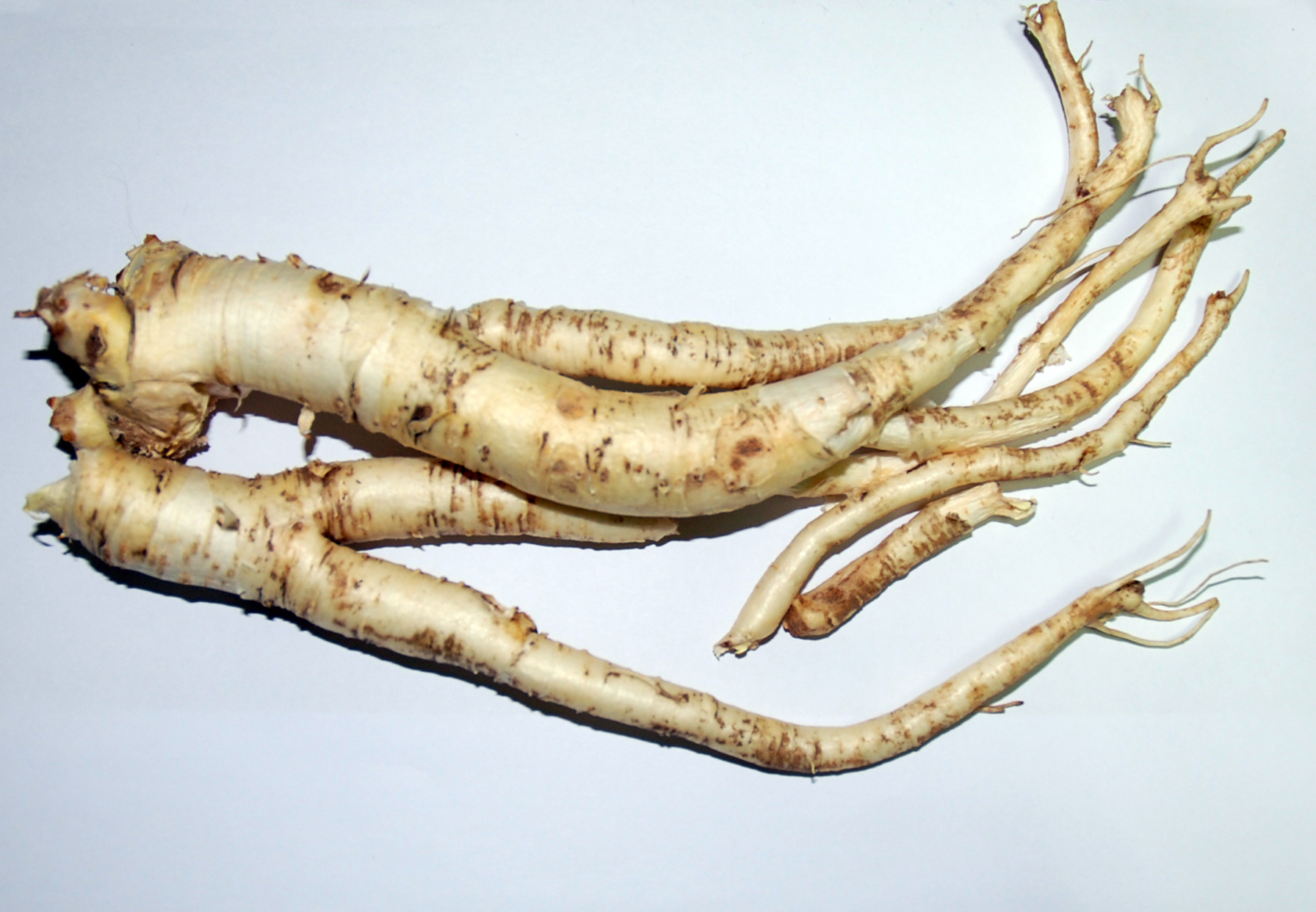
桔梗的根

桔梗皂苷化學式

### 药用
中医上以根入药，性平、味苦辛，功能宣肺、祛痰、排脓，主治咳痰不爽、咽喉肿痛、肺痈等症；根含有桔梗皂苷，能增加呼吸道的分泌而发挥祛痰作用。

### 文化
- 由花形產生「桔梗紋」。最知名的是在日本地區美濃的山縣氏、土岐氏一族以桔梗紋作為家紋。明智光秀也是土岐氏一族，所以也使用桔梗紋。
- 安倍晴明使用的五芒星稱為桔梗印，現在是晴明神社的神紋。
- 德國格林童話中長髮公主的故事中，除了萵苣為長髮姑娘的名字（德語：Rapunzel）之起源外，另有名為牧根草風鈴草或長髮公主桔梗（德语：Rapunzel-Glockenblume）品種的桔梗花一說。迪士尼動畫電影魔髮奇緣即參考此種植物作為劇中魔法黃金花的原型。
- 朝鲜民歌《桔梗谣》生动地塑造了朝鲜族姑娘挖掘桔梗时勤劳活泼的形象，旋律明朗轻快，流传甚广。
- 日本動漫畫犬夜叉的主角日暮籬的前世女巫以桔梗為名。
- 日本女性向成人文字冒險遊戲暨戀愛遊戲蝶之毒華之鎖裡，桔梗花為遊戲角色真島芳樹用於復仇計畫的花卉，亦是芳樹的養母的名字。

土岐氏家徽
太田氏家徽
坂本龍馬家徽

## 花语
- 永恒的爱、不变的爱、永世不忘的爱（红色）。
- 诚实、柔顺、悲哀、直接而毫不隱瞞。

桔梗花的花語是永恆的愛、絕望的愛，永恆與絕望是互相矛盾的，但為什麼同時出現在桔梗花的花語？
這有一個美麗的傳說：
從前有一個村莊，住著一位叫桔梗的少女，她父母都已逝世，獨自一人，有個天天跟她在一起的少年。
少年說：「桔梗啊，等我長大了，我要跟妳結婚。」
桔梗也說：「我長大了也要跟你結婚。」幾年後，桔梗長成了漂亮的姑娘，而少年也長成英俊的青年。
但是，青年為了捕魚，不得不出海到很遠的地方去。桔梗等著深愛的青年，等了十年也沒回來。桔梗越看大海越傷心，於是到廟裡祈求神靈，讓她能心情平靜放棄思念，神靈說：「都已經過這麼久了，妳就放棄吧！」。可是，桔梗還是無法放棄思念。
神靈說：「妳無法忘懷，我要給妳定下不能忘記青年的罪。」於是桔梗的眼睛慢慢地閉上了，身體變成了花，後來人們就將它取名為桔梗花了。
傳說桔梗花開代表幸福再度降臨。可是，有人能抓住幸福，有的人卻注定無緣。於是桔梗有著雙層含義—永恆的愛和絕望的愛。

## 延伸阅读
[在维基数据编辑]
 《欽定古今圖書集成·博物彙編·草木典·桔梗部》，出自陈梦雷《古今圖書集成》
 《植物名實圖考·桔梗》，出自吳其濬《植物名實圖考》

## 外部連結
- 桔梗 Jiegeng （页面存档备份，存于） 藥用植物圖像數據庫 (香港浸會大學中醫藥學院) （中文）（英文）
- 桔梗 中藥材圖像數據庫  (香港浸會大學中醫藥學院) （中文）（英文）
- 桔梗 Jie Geng （页面存档备份，存于） 中藥標本數據庫 (香港浸會大學中醫藥學院) （繁體中文）（英文）
- 桔梗 （页面存档备份，存于） 中藥方劑圖像數據庫 (香港浸會大學中醫藥學院) （中文）（英文）